# Ualabi rupestre desguarnit
El ualabi rupestre desguarnit (Petrogale inornata) és un membre d'un grup de set espècies de ualabis rupestres estretament relacionades que viuen al nord-est de Queensland (Austràlia). El seu nom li ve del fet que és més pàl·lid i té un aspecte més vulgar que la majoria dels seus parents. El ualabi rupestre desguarnit té una distribució dispersa en àmbits costaners entre Rockhampton i a prop de Townsville. Aquesta àrea inclou la petita àrea de distribució del ualabi rupestre de Prosèrpina (P. persephone), l'únic ualabi rupestre de la regió que no està estretament relacionat amb els seus veïns. El creuament entre espècies amenaça P. persephone.